# Стів Томас
Стівен Ентоні Томас (англ. Stephen Anthony Thomas; 15 липня 1963, м. Стокпорт, Англія) — канадський хокеїст, правий нападник. Асистент головного тренера «Тампа-Бей Лайтнінг» у Національній хокейній лізі (НХЛ).  
Виступав за «Торонто Марльборос» (ОХЛ), «Торонто Мейпл-Ліфс», «Сент-Катарінс Сейнтс» (АХЛ), «Чикаго Блекгокс», «Нью-Йорк Айлендерс», «Нью-Джерсі Девілс», «Детройт Ред-Вінгс».
В чемпіонатах НХЛ — 1235 матчів (421+512), у турнірах Кубка Стенлі — 164 матчі (53+52).
У складі національної збірної Канади учасник чемпіонатів світу 1991, 1992, 1994 і 1996 (29 матчів, 10+13). 
Досягнення
- Срібний призер чемпіонату світу (1991, 1996)

Нагороди
- Пам'ятна нагорода Реда Гарретта (1985)

Тренерська кар'єра
- Асистент головного тренера «Тампа-Бей Лайтнінг» (з 2014, НХЛ)